# Rasy ve Warhammeru 40,000
Warhammer 40,000 a následně smyšlený vesmír obsahují mnoho ras a druhů. Některé tyto  druhy jsou ve hře zastoupeny pomocí figurek armád, nicméně ne všechny jsou podstatné pro hlavní děj. V zásadě se sice dají jednotlivé strany rozdělit na „dobré“ a „zlé“, jak to bylo ukázáno ve hře Warhammer 40.000 Dawn of War: Winter Assault, kde se armády Impéria Lidí spojily s Eldar proti spojeným silám Orkské hordy a Chaosu, ale toto rozdělení se jinak nepoužívá a dá se říct, že všichni bojují proti všem. 

## Eldaři
Předobrazem Eldarů jsou elfové, známí například z Pána prstenů nebo původního Warhammeru. Za největší nebezpečí pro galaxii považují Necrony a jejich bohy C'tan, hned poté mocnosti Chaosu, z jejich pohledu zplozence kdysi klidného psychického vesmíru Warpu, zkaženého nejdříve hrůznými myšlenkami a zážitky lidí z První Války na Nebesích (zrození Khorna, Nurgleho a Tzeentche) a poté Eldarskými dekadentními choutkami.
Eldaři jsou pradávnou technicky i psychicky vysoce vyspělou rasou. Nadřazeni všem ostatním rasám v téměř každém směru kdysi vládli vesmíru. V těch časech bylo Lidstvo jednou z mnoha ras mezi stovkami necivilizovaných světů. Přesvědčeni o neomezenosti svých psychických schopností začali Eldaři podléhat potěšení plynoucích z moci a touze po naprostém osvícení. Byla to neopatrnost, která vedla k zániku jejich civilizace a téměř k jejich vyhubení.
I když Eldaři pravidelně kontrolovali stav warpu, pozdě zjistili, že se něco děje. Bylo zde pár mocných psykerů, kteří se pokoušeli varovat vládnoucí kasty, ale na nápravu již bylo pozdě. Díky obrovskému množství silných emocí vydávaných všemi Eldary se začala bortit bariéra mezi hmotným světem a warpem. To vedlo k vytvoření masivní anomálie později nazvané „Oko Hrůzy“ a zrodu čtvrtého boha Chaosu, Slaaneshe. Z kdysi mocné a prosperující civilizace zbyla jen malá skupina přeživších, kteří obývají obrovské uměle vybudované planety zvané Craftworldy (Světolety). Existují čtyři hlavní frakce Eldarů: 
- Craftworldoví Eldaři – ti, kteří přežívají na Světoletech. Každé plavidlo má vlastní kulturu, která odráží jejich dědictví a tím pádem i styl boje.
- Temní Eldaři – ti, kteří přijali Pád a nadále žijí dekadentním způsobem života. Pohrdají všemi ostatními rasami a zbožňují mučení a zabíjení všeho živého, včetně sebe navzájem. Jejich základnou je Commoragh, bývalá hlavní planeta staré eldarské říše, odkud pomocí eldarské Sítě podnikají nájezdy po celé galaxii
- Exodité – Eldaři', kteří uprchli na odlehlé planety před Pádem a propadli se do barbarství.
- Harlekýni – jsou výbornými bojovníky a náboženskou stráží studnice chaotických vědomostí známou jako Černá knihovna. Jejich akce jsou nepochopitelné pro všechny ostatní kromě členů jejich řádu, což z nich dělá velmi nespolehlivé spojence.

## Lidstvo
Lidé se kdysi rozlétli ke hvězdám a osídlili většinu Galaxie. Technologický pokrok neznal omezení, každý měl všeho dostatek, všichni žili v blahobytu. Tato doba je nazývána Věkem Terry. Poté ovšem vědci a inženýři dosáhli zenitu svých možností a pokrok se zastavil, následně se některé vynálezy postavily proti svým stvořitelům. Toto období se nazývá Temný Věk Technologie a trvalo deset milénií. Po vypuknutí tzv. Warpových bouří, které zabránily lidstvu v cestování, se společná civilizace zhroutila a od sebe izolované planety se spolu se svými obyvateli ponořily do tmy barbarství. Tato doba se nazývá Věk Sváru. Potom ovšem na Zemi povstal nesmrtelný Císař, mocný válečník a hrdina, a sjednotil znesvářené pozemské kmeny. S pomocí vědců v Himálajských Laboratořích vypěstoval dvacet bytostí s nadlidskými schopnostmi, které pojmenoval Primarchové. Avšak stala se záhadná událost, při které byli děti i s ochrannými kapslemi vzaty z laboratoří a roztroušeny po Galaxii. Zdali to způsobily síly Chaosu či tak učinil sám Císař s vlastními záměry, není jasné.
Brzy po této událostí konečně pominuly pět tisíc let trvající Warpové bouře a Císař s válečnou flotilou zaplněnou Legiemi Hvězdné Pěchoty zahájil Velkou Křížovou Výpravu napříč Galaxií. Očišťoval světy od pohanských kultů, uctívání Chaosu či dávných technologií a přinášel jim světlo jednotné říše lidstva, Impéria. Cestou nalezl všechny Primarchy a ti se mu zavázali ke službě, za což obdrželi velení nad svou legií.

### Horovo Kacířství
"Nejmocnějším" z Primarchů byl Horus, velitel Legie Luna Wolves titulovaný Vojevůdce, čehož si byly dobře vědomy i síly Chaosu. Na měsíci planety Davin, na které byl Vojevůdce zraněn a nemocí připoután na lůžko, byl ovládnut temnými silami Warpu a obrácen proti Císaři. Jeho vliv a síla byly tak obrovské, že polovina Primarchů i jejich Legie se přidaly na jeho stranu. Nastala období občanské války, známé jako Horovo Kacířství. Ohromná Horova flotila využila momentu překvapení a zaútočila na Svatou Terru, kde ji zrazený Císař očekával. Obléhání trvalo pětapadesát dní a zánik Impéria byl blízko, ale Císař využil oslabených štítů Horovy vlajkové lodi a napadl ji se zbytkem svých sil. Spolu s Císařem šel ještě Sanguinius, Primarcha Blood Angels, a Rogal Dorn, Primarcha Imperial Fists. Jako první našel Hora Sanguinius. I přesto, že neměl nejmenší šanci vyhrát, zaútočil, a našel smrt v rukou zrádce. Těsně po jeho smrti dorazil Císař. Bojoval dlouho a urputně, jenže nechuť zabít svého syna způsobila, že byl těžce zraněn. Nakonec na Hora zaútočil psychickým úderem tak silným, že zničil jeho duši aby tím zabránil bohům chaosu ho oživit a tím ho okamžitě usmrtil. Rogalu Dornovi pak bylo souzeno najít a zachránit vládce Lidstva. Zrádci bez svého Vojevůdce uprchli z nepokořené Terry, ale Císař byl těžce zraněn, jak na těle, tak na duši a rozhodl se usednout na Zlatý Trůn, zařízení vyrobené technokněžími z Marsu, které dokázalo udržet jeho životní i psychické funkce – za cenu životní energie 1000 psykerů denně. Od té doby po deset tisíc let existence Impéria sedí Císař na Zlatém Trůnu a svou myslí ochraňuje celé lidstvo a ve Warpu jako maják energie vede své flotily v boji proti Chaosu. Protože Císař brzy přestal mluvit, byla ustanovena Nejvyšší Rada Terry, která zprostředkovaně vládne všem lidským světům. Věrné Legie Space Marines se rozešly do různých koutů galaxie a dodnes brání lidstvo proti hrozbě vetřelců, kacířů a mutantů.
Původní druh Homo sapiens se rovněž během tisíciletí vyvinul v mnoho poddruhů, souhrnně (a pejorativně) označovaných jako „podlidi“ (abhumans). Dva nejčastěji pozorované druhy podlidí jsou „ratlings“ (ekvivalent půlčíků, tzn. hobitů) a „ogryns“ (ekvivalent ogres, tzn. obrů lidožroutů). Existují také lidská sídla mimo Impérium: po celé generace odříznuté světy obývané těmi, kteří se proti němu vzbouřili, nebo které jsou pouze přehlíženy. Jediní neimperiální hratelní lidé ve hře jsou: 
- Gue'vesa: lidé, kteří odmítli Impérium a připojili se k rase Tau.
- Ztracení a prokletí: lidé a mutanti, kteří uctívají a bojují za bohy Chaosu.

## Chaos
Ve fiktivním světě Warhammeru 40,000 představují Chaos zlovolné bytosti pocházející z paralelního vesmíru, známého jako Warp (též Immaterium, Empyrean nebo Moře duší atp.). Warp nemá tvar ani formu a řídí se vlastními zákony prostoru a času. Nejmocnější entity této dimenze jsou známy jako Bohové Chasou, též někdy označovaní jako Temní Bohové nebo Ničivé Síly.
Koncept Bohů Chaosu byl součástí WFB i W40K víceméně už od začátku. V osmdesátých letech se objevilo nebo bylo jmenováno mnoho různých Bohů, ale nikdy nebylo vysvětleno, jak fiktivní pantheon vlastně vypadá. Idea čtyř velkých božstev byla poprvé představena mezi roky 1988-90 ve dvou svazcích Realm of Chaos. Tato pravidla určují nastavení psychických vlastností, kdy emoce a hlavně duše jakýchkoliv zemřelých jsou přitahovány Warpem, kde dohromady tvoří „bouře“ nebo „víry“. Stejně jako v případě „Velké čtyřky“ získají občas tyto víry vědomí, sebeuvědomění a dokonce i osobnost v kontextu zákonů Warpu. Chaos rovněž reprezentuje boj člověka se sebou samým, ale dává těmto vnitřním běsům nezávislou osobnost, motivy a jména. V jistém smyslu jsou Bohové Chaosu „produkty“ představivosti a největší jsou proto, že přitahují většinu primitivních a snadno čitelných emocí, společných všem inteligentním bytostem. Chaos je vnímán jako zákeřná a svůdná síla, která dříve či později pokřiví vše, co s ní přijde do styku, ať už fyzicky nebo psychicky. Jména a aspekty těchto čtyř velkých bohů, jsou: 

### Khorne
Krvavý Bůh, Pán boje a války. Je považován za nejstaršího a nejmocnějšího Boha Chaosu, hnací silou jeho stoupenců je zuřivost. Vyžívá se v masakru, ať už nepřátel, spojenců nebo vlastních služebníků. Je mu jedno, čí krev je prolita, důležité je, že je prolita v jeho jménu. Jeho vyššími Démony jsou Bloodthirsters (Krvežíznivci), nižšími Bloodletters, Juggernauts nebo Flesh Hounds. Posvátným číslem je 8. Ačkoliv Khorne pohrdá používáním magie a v souladu s tím nenávidí Tzeentche, jeho úhlavním konkurentem je Slaanesh. 

### Tzeentch
Bůh magie a podvodů, Pán proměny. Jeho hnací silou je ambice, jeho stylem jsou zrady a zákeřné taktiky, rád kuje pikle proti ostatním bohům Chaosu. Do určité míry vidí budoucnost, takže dokáže předvídat tahy svých nepřátel. Jeho vyššími Démony jsou Lords of Change, nižšími Démony jsou Horrors, Flamers a další. Posvátným číslem je 9 a hlavním konkurentem Nurgle. 

### Nurgle
Bůh nemocí a hniloby, Pán nákazy. Rád šíří mutace a experimentuje tak s různými formami života, specializuje se na pomalou zkázu. Jeho vyššími Démony jsou Great Unclean Ones, nižšími Plaguebearers, Nurglings a další. Posvátným číslem je 7 a hlavním konkurentem Tzeentch, protože čerpá ze zoufalství a beznaděje. 

### Slaanesh
Bůh potěšení a hříchu, Princ extáze. Je to nejmladší bůh Chaosu, který se zrodil zásluhou morálního úpadku Eldarů. Pro ně představuje velké nebezpečí, protože jakmile Eldar zemře, Slaanesh pohltí jeho duši, což jsou ta nejhorší muka. Slaanesh je často zobrazován jako muž, žena, hermafrodit či bezpohlavní tvor. Jeho vyššími Démony jsou Keepers of Secrets, nižšími Démony Daemonettes nebo třeba Fiends. Posvátným číslem je 6 a hlavním konkurentem Khorne.

### Menší Bohové Chaosu
- Ans'l, Mo'rcck a Phraz-Etar – Proslýchá se, že Hvězdní Pěšáci Chaosu si zajišťují jejich přízeň umisťováním hrotů na svá silová brnění.
- Malice -Entita uctívaná jako Bůh Odpadlík, Nejvyšší kněz anarchie a teroru. Mezi jeho následovníky patří například kapitula Sons of Malice.
- Vashtorr -Polobůh vynálezců, vědců a řemeslníků.

## Orkové
Orkové jsou dominantním druhem orkoidů, polozvířecí, nepříliš inteligentní válečnická rasa, vytvořena jako biologická zbraň rasou Prastarých. Konstrukcí těla se podobají opicím, páteř mají spíše do tvaru otazníku. Jsou kombinací řas a zvířat a dělí se na různé mnohdy nepodobné kasty a rozmnožují se pomocí spór. Mají zelenou kůži a výrazné tesáky, malou hlavu, poměrně velké uši a velmi masivní čelist. Žijí jedině a pouze pro válku, žádný ork by se nikdy nesnížil k žádné práci, která nezahrnuje ničení nebo zabíjení. Život orka a vlastně i celého klanu spočívá v přesouvání se z místa na místo, zničení a uloupení všeho co najde, doplnění zásob, a hledání dalšího místa k vyplenění. Díky jejich neuvěřitelně rychlé reprodukci a velké houževnatosti je velice těžké je odněkud vystrnadit. Orčí tělo je velice odolné, vydrží mnohem extrémnější podmínky než lidské a má úžasnou schopnost regenerace. Ačkoliv jsou velmi militarističtí, téměř nepoužívají taktiku nebo strategii a spoléhají se na svou fyzickou sílu a obrovské počty. Orkové ve W40K si rovněž libují ve velkých lodích a vozidlech. Čím větší, hlučnější a křiklavěji zbarvený stroj, tím lépe. Tyto stroje jsou pro vnějšího pozorovatele obvykle hromadou šrotu či narychlo slátané nakradené technologie, které cizinci nejen, že nemohou napodobit, ale ani používat. Orkové je dokáží používat a vytvářet díky svým kolektivním psychickým schopnostem, které dávají jejich strojům funkci. Zjednodušeně řečeno, pokud bude ork nebo skupina orků dostatečně přesvědčena, že jejich hromada šrotu bude generovat obranný štít, skutečně se tak stane. Toto kolektivní psychické pole jim také umožňuje cestovat warpem bez Gellarova pole na ochranu před jeho destruktivním psychickým vlivem či nebezpečnými obyvateli. 

### Groti
Groti nebo také Gretchin či Runts (zakrslíci) jsou orkoidní rasa malých a slabých, zato však prohnaných a škodolibých skřetů. Orkové je využívají jako otroky pro práce, které považují za podřadné (stavění, přenášení věcí) a v bitvě často jako živé štíty. Groti pochopitelně nemohou postoupit výše v orčí hierarchii.

## Necroni
Necroni jsou nemrtvé stroje pocházející z prehistorických dob, kdy Eldar byli mladou rasou, galaxii vládli Prastaří a Warp býval naprosto bezpečným a klidným místem. Původně se nazývali Necrontyr a byli obyvateli pusté planety, sužované iontovými bouřemi a nemilosrdným zářením jejího zabijáckého slunce. V těchto podmínkách se vyvinuli velmi krátce žijící a radiací sužovaní Necrontyr. Byla to krutá, pragmatická a ničeho si nevážící rasa, pro kterou byla smrt součástí běžného života a nikoliv výjimečnou a smutnou událostí. Jejich města byla stavěna jako obrovské hrobky, do kterých dennodenně uléhali další a další Necrontyr vyčerpaní nemilosrdným prostředím své planety. Nedokázali pochopit Warp a jejich kolonizační lodě byly velmi pomalé stázové hrobky, pomalu se šinoucí materiálním prostorem za nejbližšími obyvatelným planetami. Když se střetli s Prastarými, téměř neomezenými vládci tehdejšího světa, probudilo to v Necrontyr obrovskou zášť. Ve zběsilém technologickém pokroku hledali znalosti, se kterými překonali genetické prokletí své rasy a zároveň se pomstili Prastarým a zničili nenáviděný Warp. Prokletí zakódované v jejich tělech zlomit nedokázali, ale zato objevili podivné energie v nejstarších, už umírajících hvězdách.
Tyto bytosti pojmenovali C'tan, v jejich jazyce „hvězdní bohové“. Jak se jim tyto hvězdné entity podařilo přetáhnout z jejich energetické a nestabilní domoviny do materiální roviny, dát jim těla sestrojená ze samoopravovacího kovu Necrodermisu a také nechat je okusit jemnou esenci života, která C'tan zachutnala o poznání více než oceány hvězdné energie, se rovněž neví. Po První Válce na Nebesích byla Necrontyr od C'tan nabídnuta těla z Necrodermisu, jaká dali kdysi C'tan sami, a také nesmrtelnost. Nikdo neví, jestli jim C'tan prostě neřekli všechno nebo jejich strašlivou nabídku přijali Necrontyr dobrovolně, ale od chvíle, kdy všichni do jednoho přijali schránky z Necrodermisu, se stali nesmrtelnými otroky C'tan a odhodili poslední zbytky emocí a myšlení. C'tan se pak i se svými novými otroky nechali uložit do stázových krypt, aby vyčkali, až bude hrozba démonů pryč a galaxie opět kypět životem, který by se dal zkonzumovat. 

## Tau
Tau je velmi mladá, technologicky orientovaná rasa z okrajové části Segmentu Ultima. Jejich domovská planeta byla objevena lidmi teprve v roce 789 36. milénia lodí Lands Vision Adepta Mechanica. Tehdy se obyvatelé Tau nacházeli na primitivní úrovni, a proto bylo rozhodnuto o jejich vyhlazení a následné kolonizaci lidmi. Prudké Warpové bouře okolo planety tyto plány na dalších 6000 let zhatily a planeta se na tuto dobu stala prakticky nedostupnou. Po této době se Impérium dostalo znovu do kontaktu s rasou Tau, která prodělala strmý technologický pokrok. Nevyhnutelně tak došlo ke krvavým střetům mezi imperiálními silami a třetí vlnou kolonistů z Tau, ale Impérium vede důležitější konflikty a zatím tak vládne obezřetné příměří. Tau se tak mohou soustředit na boj s Orky a tyranidím rojem Kraken.
Tau řadí potřeby celku nad potřeby jednotlivce a pro Tau'va (Vyšší Dobro) jsou schopni obětovat všechno. Proto se za pár tisíciletí dokázali vypracovat z jeskynní společnosti na impérium v několika solárních sektorech. Nedokážou ale nijak pochopit a manipulovat Warpem, tedy ani Warpovým pohonem a jsou tím značně omezeni v expanzi.
Vzhledově jsou Tau humanoidi, mají dvě ruce, dvě nohy a jednu hlavu. Jejich pokožka má bledou, modrošedou barvu, ačkoliv odstín i pigmentace se může svět od světa lišit. Jejich pokožka je na dotek hrubá, suchá a kožnatá, nevylučuje praktický žádný pot. V průměru jsou menší než člověk, většinou štíhlí, mají sílu srovnatelnou s Imperiálním Gardistou i podobnou odolnost vůči horku, chladu a bolesti. Tvář Tau je okolo očí plochá a široká, existují domněnky, že jejich vidění je nepatrně dokonalejší než lidské a dokáže vnímat vlnové délky hlouběji jak do ultrafialové, tak infračervené části spektra. Nepřítomnost rozpínavé čočky však způsobuje horší prostorové vnímání a pomalejší ostřící reflex. Nemají žádné vnější čichové orgány, ty jsou umístěny uvnitř úst a na krátké vzdálenosti se zdají být citlivější než lidské. Tau tedy může jazykem ochutnat vzduch a pak tento vzduchový vzorek postoupit svým smyslovým orgánům.
Tauská společnost je rozdělena na pět kast, přičemž každá je pojmenována po jednom přírodním živlu a má na starosti chod části Impéria Tau. Příslušnost jedince ke kastě je dána původem jeho rodičů, mezikastovní svazky jsou zakázány. Existují také konkrétní způsoby, jak určit, ze které kasty pochází. Například Tau z Ohnivé kasty (kasta bojovníků) mívají často řadu jizev z boje a není neobvyklé, že starší členové mají končetiny nahrazené kybernetickými implantáty. Ohniví bojovníci mnohdy pocházejí z nejsušších a nejteplejších světů říše Tau a jejich pokožka proto bývá obecně tmavší než u ostatních a je poseta rituálním zjizvením a tetováním znázorňujícím různé bitevní pocty. Dělníci a stavitelé pocházejí ze Zemní kasty, jsou robustnější a mají mnohem prostší rysy než většina ostatních. Vzdušnou kastu tvoří piloti a kurýři, kteří tráví dlouhý čas ve vesmíru. Jejich pokožka je v důsledku toho obyčejně světlejší a kostra mnohem lehčí než u ostatních Tau. Některé kosti v horní části těla členů Vzdušné kasty jsou ve skutečnosti duté. Možná se jedná o jakýsi genetický návrat do dnů, kdy tito Tau podle pověstí měli křídla a dokázali létat. Vodní kasta jsou obchodníci a diplomaté a Tau z této kasty hodně cestují a bývají nejkosmopolitnější. Jejich rysy jsou proto jemnější a mají mnohem více mimiky než ostatní. Úcta k jiným kulturám je také činí mnohem otevřenější různorodému oblékání a přejímání cizích zvyklostí. Poslední kasta, Nebeská, je také tou nejtajemnější. Jsou to vládci říše a každý člen této kasty je zahalen rouškou tajemna, takže není možné posoudit, co je skutečnost a co legenda. Někteří členové Adepta Mechanica věří, že Nebeští při vládnutí používají nějaký druh latentní psychické nebo na feromonech založené schopnosti ovládání ostatních. Jejich tváře mají stejné ploché rysy, ale zprostřed čela jim vyrůstá kostěný hřeben ve tvaru kosočtverce. Jeho účel, pokud vůbec nějaký má, zůstává vzdor všem snahám tajemstvím.

### Krooti
Krooti jsou vysocí humanoidé ptačího vzhledu, původně pocházejí z planety Pech. Je to rasa žoldáků, kteří prodávají své válečné dovednosti těm, kdo nabídnou nejvíc, většina však bojuje výlučně pro říši Tau. Jsou využívaní pro boj zblízka, ve kterém jsou výrazně silnější než Tau, kteří se specializují na boj na dálku.

### Vespidi
Vespidi jsou mouchám podobní okřídlení tvorové, kteří původně žili na ostrovech v atmosféře nepojmenovaného plynného obra. Jsou inteligentnější než Krooti, a používají energii vyrobenou z krystalů, které pěstují. Bojují výhradně pro říši Tau, pod podmínkou, že je říše Tau nenechá napospas Orkům. Používají krystalové zbraně, vylepšené armádou Tau, a jsou používáni jako vysoce mobilní a rychlá jednotka.

## Tyranidi
Tyranidi jsou rasou predátorů a lovců, jejichž smyslem života je ničit a vraždit ostatní formy života a poté přidat jejich biologický materiál ke svému. Jejich technologie je založena na bioinženýrství: každá činnost od boje po dopravu jednotek ve vesmíru je zajištěna živými organismy, které jsou řízeny Úlem. Tyranidi tak necítí strach, hněv nebo zklamání. Jejich původ je neznámý, ale určitě nepochází z naší Galaxie. Útočí pomocí obrovských Rojů a soupeře drtí hlavně svým počtem a při boji zblízka.

## Menší druhy, rasy a skupiny
Spolu s hlavními rasami a druhy existuje řada menších. Ne všechny z nich jsou aktivní v rámci hry, ale všechny hrají roli v historii a příběhu hry. 
- Barghesi: agresivní rasa obývající souhvězdí Grendl.
- Caradochiané: okřídlená rasa, příslušníci se často objevují jako žoldáci.
- C'tan: viz Necroni.
- Demiurg: rasa krátkých humanoidů. Obchodníci a těžaři, spojenci Tau.
- Démoni: pokřivení tvorové vyrobení z materiálu Warpu. Oblíbení služebníci Bohů Chaosu.
- Drugh: velké bezobratlé larvy s pokročilými duševními schopnostmi, pochází z planety Pyrus I.
- Enslavers: parazitičtí otrokáři, na Warpu založené formy života, které se psychicky snaží ovládnout hostitele a pomocí něj převést do světa živých další svého druhu.
- Galg: zelená, šupinatá, žábě podobná stvoření, o kterých se říká, že jsou spojenci Tau.
- Galthite: mimozemšťané z Oenorianského Vnitřního systému.
- Hrud: hlodavcům podobný druh.
- Jokaero: připomínají orangutany. Jsou známí pro technickou preciznost svých výtvorů.
- Kathap: rasa pravděpodobně používající organické zbraně.
- Khrave: vetřelci požírající duše.
- K'Nib: popisovaní jako „hnisající drápy ďáblů“, mají 10 končetin.
- Lacrymole: měniči tvarů (jako vlkodlaci).
- Loxatl: obojživelní čtyřnožci, kteří komunikují pomocí infrazvuku.
- Nicassar: psychická rasa, spojenci Tau.
- Prastaří: nejstarší ze všech ras, bojovali proti C'tan v První Válce na Nebesích.
- Psy-Gore: ze souhvězdí Perseus, tvůrci krystalických střelných zbraní.
- Q'Orl: hmyzí druh, středem jeho říše je Loqiit.
- Scythian: válečný druh věnující se zdokonalovaní umění boje.
- Slann: starověký plazí druh spojený s Prastarými.
- Stryxis: kočovní tvorové připomínající humanoidní psí embryo, nebyly pozorovány rozdíly podle věku nebo pohlaví. Nenasytní obchodníci, jejich kultura je výstřední a obskurní, ačkoli pohrdají Eldar.[1]
- Tallerian: plazí žoldáci, spojenci Tau.
- Thyrrus: chobotnicím podobná rasa s chameleonskou kůží.
- Viskeon: mohutné, svalnaté humanoidní bytosti; je-li část jejich těla odříznuta, vytvoří se z něj zárodek, ze kterého se nakonec může vyvinout plně vzrostlý Viskeon.
- Xenarch: izolacionistický, Warp uctívají druh z galaktického severu.
- Zoat: velké, podivné, kentaurům podobné bytosti, které byly poraženy Tyranidy. Zoati byli zotročeni pro potřeby úlu a jeho následovníků, a protože bylo mnoho jejich povstání brutálně potlačeno, nacházela se jejich rasa na pokraji vyhynutí. Před příchodem Impéria byli vymýceni.

Kromě těchto ras existovalo mnoho dalších, které byly vyhlazeny během Velké křížové Výpravy a mohou být nalezeni jejich zbývající příslušníci. 